# Api Herdoni
Api Herdoni (llatí: Appius Herdonius) va ser un capitost sabí que va destacar l'any 460 aC durant els disturbis que van precedir la lex Terentilla a Roma. Amb una banda d'esclaus i delinqüents es va apoderar del Capitoli. L'acció estava ben planificada, i els romans no van saber què passava fins que van sentir tocar les trompetes dels invasors des del cim del turó.
Se suposa que estava instigat per una part del partit patrici i especialment per la família dels Fabis, un dels membres de la qual, Cesó Fabi, havia estat desterrat darrerament per violència als comicis. Amb 4000 homes va poder creuar el Tíber i entrar a Roma sense ser vist i va passar per diversos llocs (alguns realment no vigilats, com la Porta Carmental, que per qüestions religioses acostumava a estar oberta) fins a arribar al Capitoli, cosa que es considera molt difícil sense complicitats internes. Herdoni va proclamar la llibertat dels esclaus que se li unissin, l'abolició dels deutes i la defensa de la plebs, però molt pocs se li va unir i en tot cas cap home lliure. La seva petició de fer tornar als exiliats fou ignorada. Al cap de quatre dies els soldats romans van recuperar el Capitoli i Herdoni i la major part dels seus seguidors van morir després d'una desesperada resistència.